# Sous-culture
 (février 2017).
En sociologie contemporaine, en anthropologie et dans les études culturelles (Cultural Studies), une subculture — également appelée sous-culture — est une culture (revendiquée, cachée, souterraine) partagée par un groupe d'individus, se différenciant ainsi des cultures plus largement dominantes (dites improprement « mainstream ») auxquelles ils appartiennent.

## Terminologie
Traduction littérale de l'anglais subculture (avec le préfixe latin sub), le terme sous-culture est, la plupart du temps, utilisé dans le même sens. Néanmoins, cette traduction littérale n'a pas exactement les mêmes connotations en français et en anglais, ce qui « pose un problème de traduction ». Selon certains auteurs, l'utilisation du préfixe sous- affecterait « à toute forme de culture dite non légitime un préfixe péjoratif ». En sociologie, le mot subculture est donc parfois conservé tel quel en français pour ne pas introduire d'équivoque. Cependant, d'autres auteurs insistent plutôt sur le fait que la « notion de sous-culture n'implique aucun jugement de valeur » et consignent donc sous-culture comme un terme de sociologie recommandé en préférence à l'anglicisme.

## Histoire des études sur lessubcultures
L'évolution des études sur les subcultures comporte trois étapes principales:

### Subcultureset déviance
Les premières études sur les subcultures sont venues de l'école de Chicago, qui les a interprétées comme des formes de déviance et de délinquance. Partant de ce qu’ils ont appelé la théorie de la désorganisation sociale, ils ont affirmé que les subcultures sont apparues d’une part en raison du manque de socialisation de certaines parties de la population avec la culture dominante et, d’autre part, en raison de leur adoption de modèles axiologiques et normatifs alternatifs. Comme l'ont suggéré Robert E. Park, Ernest Burgess et Louis Wirth, c'est par des processus de sélection et de ségrégation, qu'apparaissent dans la société des espaces naturels ou des régions morales où se concentrent et se renforcent les modèles déviants; ils n'acceptent pas les objectifs ou les moyens d'action offerts par la culture dominante, en en proposant des différents à leur place - devenant ainsi, selon les circonstances, des innovateurs, des rebelles ou des retreaitists (Richard Cloward et Lloyd Ohlin). Les subcultures, cependant, ne sont pas seulement le résultat de stratégies d'action alternatives, mais aussi de processus de catégorisation sur la base desquels, comme l'explique Howard S. Becker, la société les définit comme des étrangers. Comme le précise Cohen, le style de chaque subculture, composé d'image, de comportement et de langage, devient le trait qui la caractérise. Et l'adoption progressive par un individu d'un modèle subculturel lui fournira un statut croissant dans ce contexte, mais cela le privera souvent, en parallèle, de statut dans le contexte social plus large où un modèle différent prévaut. Cohen a utilisé le terme «Corner Boys» lesquels étaient incapables de rivaliser avec leurs pairs, mieux protégés et préparés. Ces garçons de la classe inférieure n'avaient pas un accès égal aux ressources, ce qui se traduisait par un état de frustration et en recherche d'une solution.

### Subcultureset résistance
Dans le travail de John Clarke, Stuart Hall, Tony Jefferson et Brian Roberts du CCCS de Birmingham ( Center for Contemporary Cultural Studies), les subcultures sont interprétées comme des formes de résistance. La société est perçue comme étant divisée en deux classes fondamentales, la classe ouvrière et la classe moyenne, chacune avec sa propre culture de classe, et la culture de la classe moyenne étant dominante. En particulier dans la classe ouvrière, les subcultures naissent de la présence d'intérêts et d'affiliations spécifiques autour desquels surgissent des modèles culturels, en conflit à la fois avec leur culture parentale et leur culture dominante. Face à un affaiblissement de l'identité de classe, les subcultures sont alors de nouvelles formes d'identification collective exprimant ce que Cohen a appelé la résistance symbolique contre la culture dominante et développant des solutions imaginaires aux problèmes structurels. Comme le soulignent Paul Willis et Dick Hebdige, l’identité et la résistance s’expriment à travers le développement d’un style distinctif qui, par une opération de re-signification et de «bricolage», utilise les biens de l’industrie culturelle pour communiquer et exprimer son propre conflit. Pourtant, l'industrie culturelle est souvent capable de réabsorber les composants d'un tel style et de les transformer à nouveau en biens. En même temps, les mass media, tout en participant à la construction des subcultures en diffusant leurs images, les affaiblissent aussi en les privant de leur contenu subversif ou en en diffusant une image stigmatisée.

### Subcultureset distinction
Les interprétations les plus récentes voient les subcultures comme formes de distinction. Pour tenter de dépasser l'idée des subcultures comme formes de déviance ou de résistance, ils décrivent les subcultures comme des communautés qui, sur le plan culturel, sont suffisamment homogènes en interne et hétérogènes par rapport au monde extérieur pour être capables de développer, comme le souligne Paul Hodkinson, un caractère distinctif, une identité, un engagement et une autonomie cohérents. Définies par Sarah Thornton comme des cultures du goût, les subcultures sont dotées de frontières élastiques et poreuses, et sont insérées dans des relations d'interaction et de mélange, plutôt que d'indépendance et de conflit, avec l'industrie culturelle et les médias de masse, comme le soulignent Steve Redhead et David Muggleton. L'idée même d'une culture dominante unique, intrinsèquement homogène, est explicitement critiquée. Ainsi les formes d'implication individuelle dans les subcultures sont fluides et graduelles, différenciées selon l'investissement de chaque acteur, en dehors de dichotomies nettes. Les idées des différents niveaux de capital sous-culturel (Sarah Thornton) possédés par chaque individu remplacent celles des insiders et outsiders de la sous-culture - avec la perspective de subcultures fournissant des ressources pour la construction de nouvelles identités plus fortes et durables.

## Caractéristiques
Une sous-culture est un ensemble de valeurs, de représentations et de comportements, propres à un groupe social ou à une entité particulière. Lorsqu'une sous-culture se caractérise par une opposition systématique à la culture dominante, elle peut en plus être qualifiée de contre-culture. Comme le décrit Ken Gelder, les sous-cultures sont sociales, possèdent leurs propres conventions, valeurs et rituels, mais elles peuvent également être immergées ou auto-absorbées ; c'est cette dernière précision qui fait qu'une sous-culture n'est pas forcément une contre-culture[réf. nécessaire].
Ken Gelder identifie six clés de reconnaissance d'une sous-culture :
1. Des relations négatives avec le travail (elles dérangent, parasitent, etc.) ;
2. Des relations négatives ou ambiguës avec la société de classes (sans forcément comporter une « conscience de classe » ou un désaccord affirmé) ;
3. Une référence davantage à des territoires, des espaces publics (rue, forêt, club…) qu'à des propriétés ;
4. Une appartenance des individus en dehors de la famille ou du foyer domestique ;
5. Une démarcation par des styles excentriques ou exagérés (avec des exceptions, néanmoins) ;
6. Un refus de la banalité de la vie ordinaire et de la massification (refus d'être une culture de masse).

Dans son livre Subculture, the Meaning of Style, paru en 1979, Dick Hebdige fait valoir que les sous-cultures sont des subversions face à la normalité comportementale. Elles peuvent être perçues négativement à cause de leur nature critique des standards de la société dominante. En essence, les sous-cultures s'appuient toujours sur les mêmes idées individuelles : la sensation d'être laissé pour compte des standards sociaux et le besoin de se forger une identité propre[réf. nécessaire].
Dès 1950, David Riesman distingue de la majorité, « qui accepte passivement les styles et façons de faire conditionnées par le commerce, les sous-cultures qui recherchent activement un style minoritaire (a minority style)… et s'accordent avec des valeurs subversives ».
Sarah Thornton, avec le concours de Pierre Bourdieu, a décrit le « capital sous-culturel » comme les savoirs culturels et les bases acquises par les membres d'une sous-culture, les sensibilisant à leur statut et les différenciant des membres d'un autre groupe.

## Dans les représentations
Paru en 1979, l'essai du Britannique Dick Hebdige, Subculture: The Meaning of Style, connaît un certain succès, notamment aux États-Unis, où l'ouvrage est réédité à plusieurs reprises. Hebdige fut formé au Centre for Contemporary Cultural Studies de Birmingham, école qui eut un impact sensible sur l'évolution des études culturelles, alors émergentes[réf. nécessaire].
L'usage en français tend à privilégier aujourd'hui le terme subculture ainsi que son pluriel, subcultures — pour témoigner à la fois de la richesse et de la complexité de ces phénomènes. L'expression « société alternative » est également employée, mais plus rarement.
En 2005, par exemple, l'analyse du phénomène des rave et de la techno a conduit en France à des études rattachées à une « sociologie de la subculture ».

#### Ouvrages en français
Les deux premiers essais à employer le terme « subculture » (et non « sous-culture ») sont :
- Joffre Dumazedier et Aline Ripert (sous la direction), Le Loisir et la ville, Tome 1 : Loisir et culture, Paris, Centre d'études sociologiques/Le Seuil, 1966, p. 305.
- Roger Mucchielli et Arlette Mucchielli-Bourcier, Lexique des sciences sociales, Paris, Éditions sociales françaises, 1969 — à propos de la pègre ou du « milieu ».

Les autres essais sont :
- Dick Hebdige (1979), Sous-culture. Le sens du style, traduit par Marc Saint-Upéry, Paris, Zones, 2008 — en ligne sur LyberAnalyse entre autres le mouvement punk
- David Lepoutre, Cœur de banlieue, Codes, rites et langages, Paris, Odile Jacob, 1997.
- Frédéric Martel (2010), Mainstream. Enquête sur la guerre globale de la culture et des médias, Paris, Champs Actuel/Flammarion, 2011,  (ISBN 9782081249585).

#### Ouvrages non francophones
Essais fondamentaux
- D. O. Arnold, Subcultures, Berkeley, The Glendessary Press, 1970.
- A. Bennett et K. Kahn-Harris, After subculture. Critical studies in contemporary youth culture, Basingstoke-New York, Palgrave Macmillan, 2004.
- (it) S. Cristante, A. Di Cerbo et G. Spinucci, La Rivolta dello stile. Tendenze e segnali dalle subculture giovanili del Pianeta Terra, Milan, Franco Angeli, 1983.
- Ken Gelder, Subcultures, Tome 1 : Subcultural histories ; Tome 2 : Chicago, Birmingham, scenes and communities ; Tome 3 : Subcultures and music ; Tome 4 : Sexed subjects, virtual communities, neo-tribes, Londres, Routledge, 2007.
- R. Huq, Beyond Subculture. Pop, youth and identity in a postcolonial world, Londres, Routledge, 2006.
- C. Jenks, Subculture. The fragmentation of the social, Londres, Sage, 2005.
- J. Kaplan et H. Lööw, The Cultic Milieu. Oppositional subcultures in an age of globalization, New York, Altamira Pres, 2002.
- D. Muggleton, Inside Subculture. The postmodern meaning of style, Oxford-New York, Berg, 2000.
- P. Willis, Profane Culture, Londres, Routledge & Kegan Paul, 1978.

Ouvrages spécialisés
- Bennett A., Peterson R. A., Music scenes. Local, translocal and virtual, Vanderbilt University Press, Nashville, 2004.
- Berzano L., Genova C., Lifestyles and Subcultures. History and a New Perspective, Routledge, Londres, 2015.
- Blackman S., Chilling out. The cultural politics of substance consumption, youth and drug policy, McGraw Hill, Maidenhead-New York, 2004.
- Brake M., Comparative youth cultures, Routledge, Londres, 1985.
- Brake M., The Sociology of youth culture and youth subcultures, Routledge, Londres, 1980.
- Cloward R. A., Ohlin L. E., Delinquency and opportunity. A theory of delinquent gangs, Free Press, Glencoe, 1960.
- Cohen A., Delinquent boys. The culture of the gang, Free Press, Glencoe, 1955 (trad. it. Ragazzi delinquenti, Feltrinelli, Milan, 1963).
- Cohen S., Folk devils and moral panics. The creation of mods and rockers, MacGibbon & Kee, Londres, 1964.
- Cohen S., Images of deviance, Penguin books, Harmondsworth, 1971.
- Cohen S., Young J., The Manifacture of news. Social problems, deviance and the mass media, Constable-Sage, Londres, 1973.
- Cressey P. G., The Taxi-Dance Hall. A sociological study in commercialized recreation and city life, University of Chicago Press, Chicago, 1932 ; Routledge, Londres, 2003.
- Downes D., The delinquent solution, Routledge & Kegan Paul, Londres, 1966.
- Dürrschmidt J., Everyday lives in the global city, Routledge, Londres, 2000.
- Hall S., Jefferson T., Resistance through rituals. Youth subcultures in post-war Britain, Hutchinson, Londres, 1976.
- Hetherington K., Expressions of identity. Space, performance, politics, Sage, Londres, 1998
- Hodkinson P., Goth: Identity, style and subculture, Oxford-New York, Berg, 2002.
- Hodkinson P., Deicke W., Youth cultures. Scenes, subcultures and tribes, Routledge, Londres, 2007.
- McDonald N., The Graffiti Subculture, Basingstoke, Palgrave, 2001.
- Muggleton D., Weinzierl R., The post-subcultures reader, Berg, Oxford-New York, 2003.
- Redhead S. (direction), Subculture to clubcultures. An introduction to popular cultural studies, Blackwell, Oxford, 1997.
- Roszak Th., The making of a counter culture. Reflections on the technocratic society and its youthful opposition, Anchor Books, New York, 1969.
- Spergel I. A., Racketville, Slumtown, Haulburg. An exploratory study of delinquent subcultures, University of Chicago Press, Chicago, 1964.
- Thornton S., Club cultures. Music, media and subcultural capital, Wesleyan University Press, Hanover, 1995.
- Widdicombe S., Wooffitt R., The language of youth subcultures. Social identity in action, Harvester Wheatsheaf, New York, 1995.